# Де-Груве
Де-Груве (нід. De Groeve) — село в нідерландській провінції Дренте. Входить до муніципалітету Тінарло.
Його площа становить 4,05 км², а населення станом на 2021 рік складало 480 осіб.
Перша згадка про населений пункт датується 1285 роком.

## Галерея

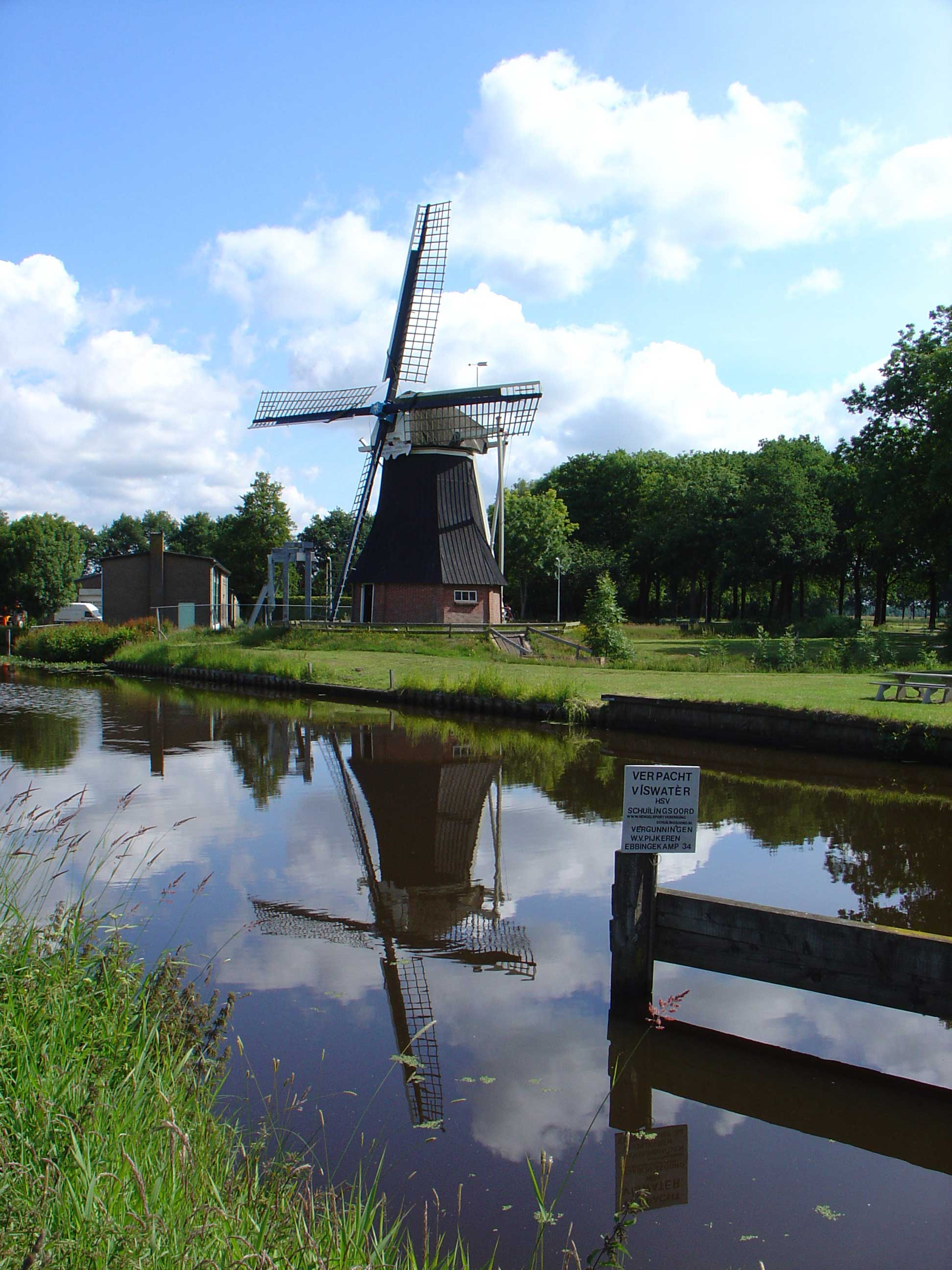
Вітряк у селі
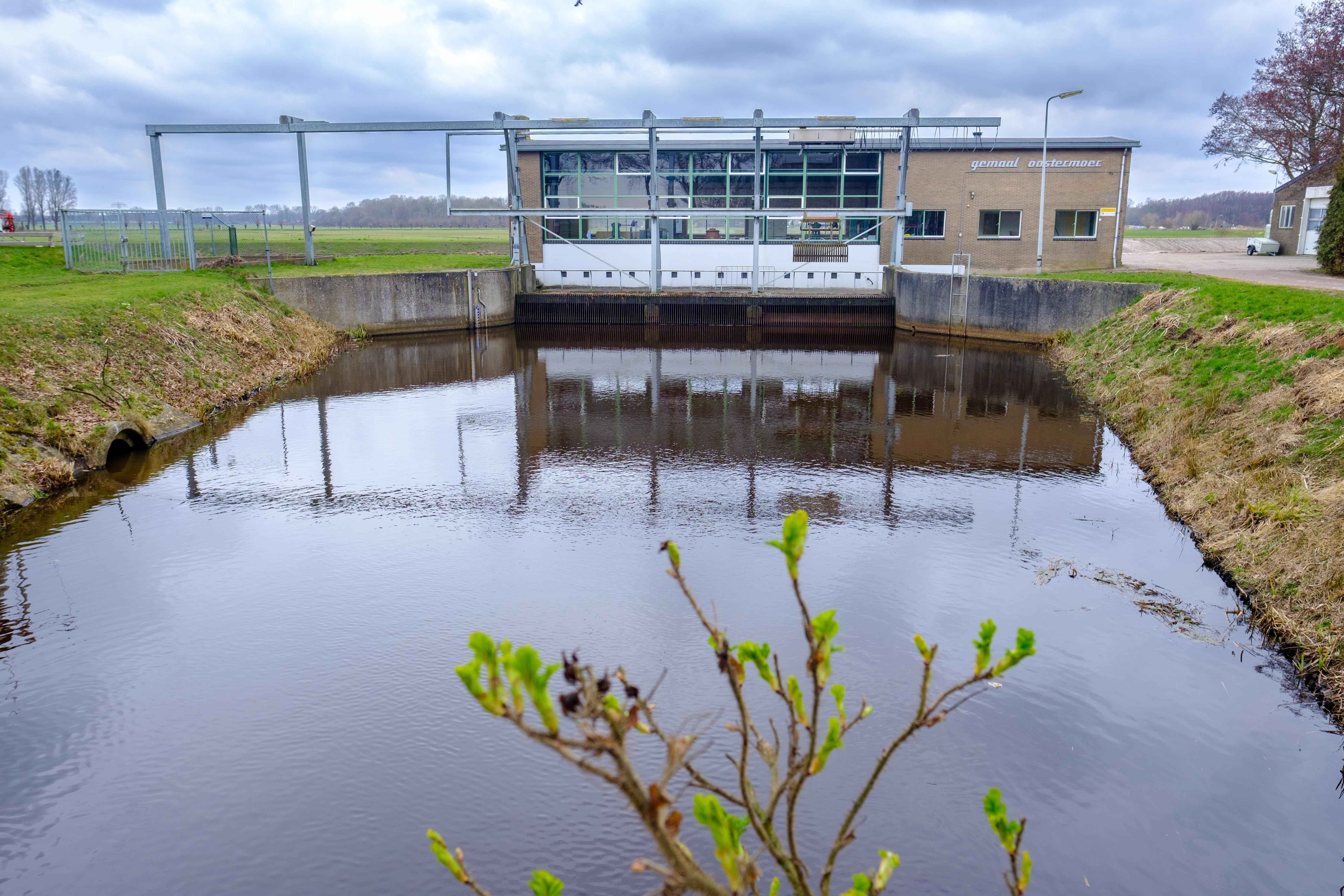
Насосна станція
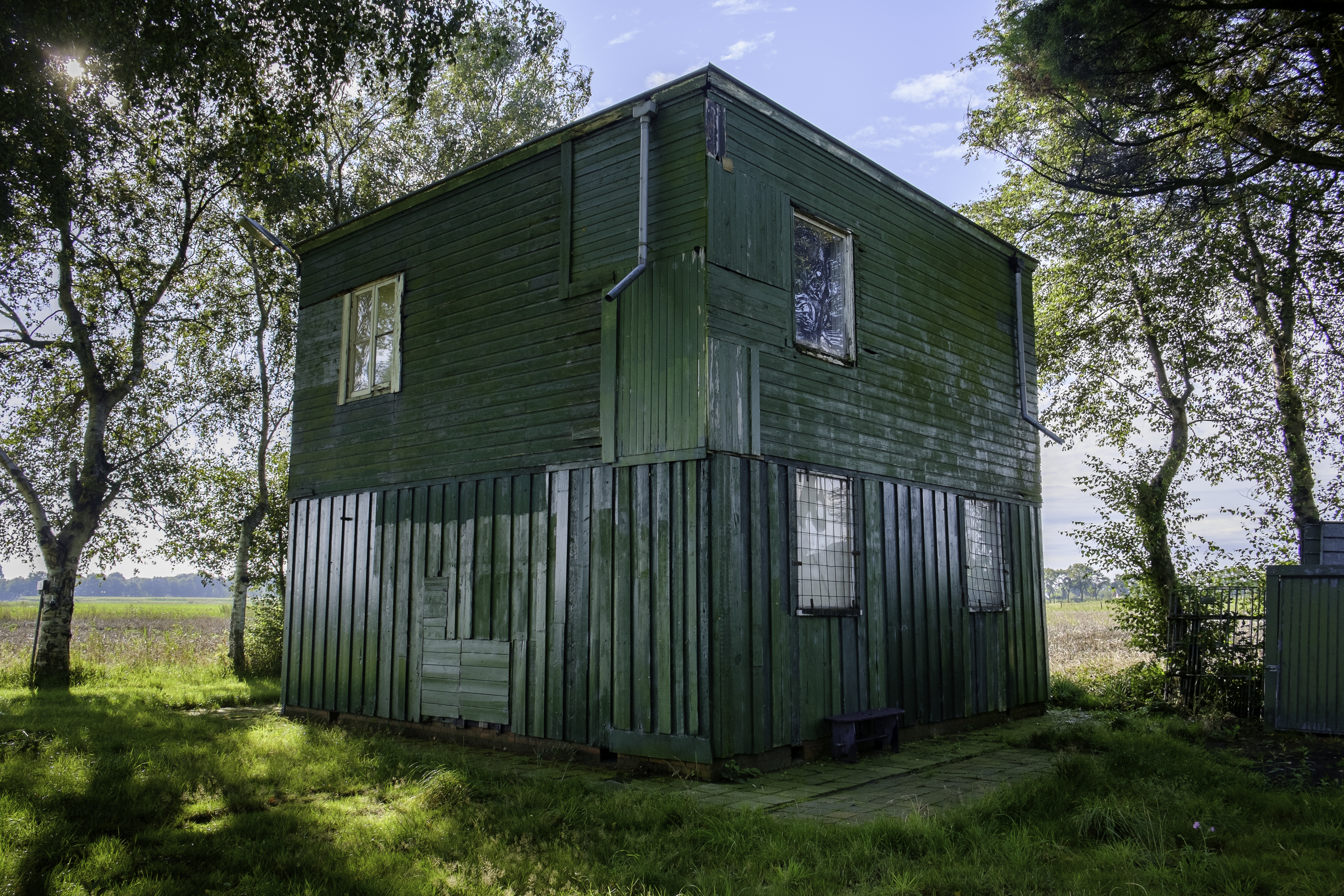
Будівля військового призначення (з 1950-х)